# Anime sporche
Anime sporche (Walk on the Wild Side) è un film statunitense del 1962 diretto da Edward Dmytryk.
È un film drammatico con protagonisti Laurence Harvey, Capucine e Jane Fonda. È basato sul romanzo del 1956 A Walk on the Wild Side di Nelson Algren.

## Trama
Il giovane texano Dove Linkhorn decide di abbandonare la sua patria per andare a New Orleans, per trovare l'amore della sua vita, Hallie Gerard. Durante il viaggio incontra una giovane vagabonda di nome Kitty; come gioco del destino anche lei si vuole dirigere a New Orleans. Tra i due durante il viaggio nasce una buona amicizia, ma Kitty s'innamora di Dove, che la respinge e le confessa di essere innamorato di Hallie. Arrivati in New Orleans, la coppia si ferma in una tavola calda, gestita da Teresina Vidaverri. I due vi erano entrati perché Dove era attratto dall'odore del chili. Kitty è gelosa di Teresina ed è convinta che voglia portarle via Dove. Verso la chiusura, Kitty finge un malore per derubare Teresina. Usciti, Dove scopre che Kitty ha rubato a Teresina un rosario, così Dove lascia Kitty per la sua strada.
Tornato al locale, consegna il rosario a Teresina. Il giovane racconta la sua storia e il motivo per cui si trova a New Orleans. Teresina decide di aiutarlo offrendogli un lavoro come tuttofare e gli dà dei soldi per scrivere un annuncio personale per trovare Hallie.
Hallie è un'artista che per povertà è diventata una prostituta, poi accolta da Jo Courtney (Barbara Stanwyck), una gestrice di un bordello e di un giro di traffici. Jo è possessiva nei confronti di Hallie, lasciando intendere che la donna è innamorata della ragazza. Hallie è una privilegiata all'interno della casa e sfida le prepotenze di Oliver, uno dei scagnozzi di Jo, che maltratta spesso le povere ragazze del bordello. Un'amica di Hallie, leggendo l'annuncio, chiama Dove e gli indica la via. Dove arriva al bordello, e incontra Hallie. Sorpresa, ella gli racconta la sua vita, la povertà, la fame e la solitudine.
Il loro incontro viene però interrotto da Jo che minaccia Hallie intimandole di non vederlo mai più. Ma Hallie disubbidisce, incontra Dove e tra i due rinasce l'amore. Dove fa grandi progetti: affitta una casa e chiede a Hallie di sposarlo. Hallie, per non ingannare Dove, con un messaggio lo lascia e Dove scappa deluso. Al bordello c'è una nuova arrivata, Kitty, scoperta dagli scagnozzi di Jo in galera. La giovane era stata arrestata per vagabondaggio. Dove continua la sua vita come aiutante di Teresina ma vuole abbandonare New Orleans per tornare in Texas. La donna lo supplica di restare e di combattere per il suo amore, e gli confessa anche il suo amore per lui. Dove raggiunge il bordello dove incontra Kitty e scopre che è diventata una prostituta. Quindi raggiunge Hallie, ma lei lo maltratta e gli dice che deve pagare per stare con lei. Dove paga e si dirigono in camera di lei, ma la donna, innamorata, non riesce a fingere. Dove decide di scappare con Hallie e sposarla. Ma Jo interviene e minaccia di denunciare Dove; si viene a infatti scoprire che Kitty è minorenne, ed è un reato portare una minorenne tra uno Stato e l'altro. In più si aggiunge una calunnia per la quale avrebbe violentato Kitty. Dove però decide comunque di portare via Hallie ma viene aggredito e picchiato dagli scagnozzi di Jo e abbandonato sulla strada. Kitty, che ha assistito alla scena, pentita del male che ha fatto, va ad aiutarlo. Kitty porta su volere di Dove a casa di Teresina, la donna cerca di convincere la giovane di portare Hallie.
Kitty ritorna al bordello, racconta a Hallie tutto quel che è successo; prima Hallie non è convinta dalle parole delle giovane, ma poi capisce che la ragazza è in buona fede. Kitty scende nel salotto, crea un diversivo per fare scappare Hallie sorvegliata da Oliver. Hallie raggiunge Dove che gli confessa il suo amore per lui. Intanto al bordello, Oliver ottiene con la forza la confessione di Kitty.
Jo arriva al locale con i suoi scagnozzi tra cui Oliver armato di pistola, Hallie affronta la donna, ma con la forza raggiungono la stanza di Dove. Dove affronta Oliver, ma parte un colpo che uccide Hallie. Jo e i suoi scagnozzi scappano, mentre Dove rimane lì con il suo amore perduto tra le sue braccia.

## Produzione
Il film, diretto da Edward Dmytryk su una sceneggiatura di John Fante e Edmund Morris con il soggetto di Nelson Algren (autore del romanzo), fu prodotto da Charles K. Feldman per la Columbia Pictures Corporation tramite la Famartists Productions S.A. e girato a New Orleans in Louisiana. La sequenza di apertura dei crediti, creata da Saul Bass, è forse la parte più famosa del film; in essa un gatto nero si aggira in un paesaggio urbano e attacca briga con un altro gatto bianco. Alla fine del film lo stesso gatto nero si avvicina al titolo di un giornale secondo il quale le persone che gestivano il bordello sono state arrestate e condannate a molti anni di carcere. La canzone Walk on the Wild Side del titolo fu candidata per un Academy Award nella categoria Oscar alla migliore canzone. La nomination andò a Elmer Bernstein, che compose la musica, e a Mack David, che era il paroliere.

## Distribuzione
Il film fu distribuito negli Stati Uniti dal 21 febbraio 1962 al cinema dalla Columbia Pictures. È stato poi pubblicato in DVD negli Stati Uniti dalla Columbia TriStar Home video nel 2004.
Alcune delle uscite internazionali sono state:
- in Svezia il 28 marzo 1962 (Den heta vägen)
- in Finlandia il 20 aprile 1962 (Kuuma katu)
- in Austria nel settembre del 1962 (Auf glühendem Pflaster)
- in Germania Ovest il 14 settembre 1962 (Auf glühendem Pflaster)
- in Spagna il 21 dicembre 1962 (La gata negra)
- in Turchia nel marzo del 1963 (Vahsi yol)
- in Danimarca il 13 marzo 1963 (Skøgernes hus)
- in Francia (La rue chaude)
- in Grecia (spiti tis)
- in Italia (Anime sporche)

## Promozione
Le tagline sono:
- "Walk on the Wild Side (original title)".
- "THIS IS AN ADULT PICTURE! Parents should exercise discretion in permitting the immature to see it.".
- "a side of life you never expected to see on the screen!".

## Critica
Secondo il Morandini sussistono "nomi celebri nel cast per un film nullo".